# Martha Norelius
Martha Norelius (Stoccolma, 20 gennaio 1908 – Saint Louis, 23 settembre 1955) è stata una nuotatrice svedese, naturalizzata americana.

## Biografia
Martha nasce a Stoccolma nel 1908. Suo padre era il nuotatore svedese Charles Norelius, che gareggiò nei Giochi olimpici intermedi del 1906. Il padre fu il suo allenatore e iniziò ad allenarla in tenera età. La sua prima gara fu vinta a 11 anni nello 100 jard stile libero.
Si qualificò per le Olimpiadi del 1924 a soli 15 anni e partì per l'Europa con Helen Wainwright e Gertrude Ederle. Specializzata nello stile libero, vinse la medaglia d'oro nei 400 m sia alle olimpiadi di Parigi 1924 che ad Amsterdam 1928 con un record mondiale di 5'42"8. In quest'ultima vinse anche l'oro nella staffetta 4x100 m sl.
Norelius vinse 11 titoli individuali della Amateur Athletic Union (AAU) tra il 1925 e il 1929 e tra il 1925 e il 1928 stabilì 19 record mondiali e 30 record americani. È stata primatista mondiale dei 200 m, 400 m, 800 m e 1500 m sl e della staffetta 4x100 m sl.
Il 15 marzo 1930 sposò Joe Wright da cui ebbe un figlio.

## Riconoscimenti
È diventata una dei Membri dell'International Swimming Hall of Fame.

## Palmarès
- Olimpiadi

Parigi 1924: oro nei 400 m sl e nella staffetta 4x100 m sl.
Amsterdam 1928: oro nei 400 m sl e nella staffetta 4x100 m sl.